# Fianga-See
Der Fianga-See ist ein See in der Provinz Mayo-Kebbi Est im Südwesten des Tschad auf der Grenze zu Kamerun.

## Hydrologie
Der See wird aus Fianga-Sümpfen im Osten des Sees gespeist, die vom Logone bewässert werden. Er entwässert im Norden über einen Kanal in den Logone und im Süden über einen Kanal in den Mayo Kébbi. Der See befindet sich auf der Wasserscheide zwischen dem Tschadbecken und dem Nigerbecken. Der Wasserstand und die Abflusswege sind stark von den Wasserständen des Logone abhängig. Der See hat über das Jahr durchschnittliche Schwankungen von bis zu zwei Metern.

## Mega-Tschad

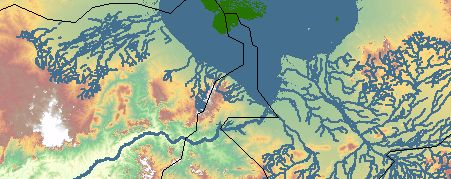
Überlauf des Mega-Tschadsee zum Benue an der Mündung des Logone (Mitte unten, heute bei der Stadt Bongor) und dem Schwemmfächer des Schari (rechts daneben).

Die Verbindung zwischen Logone und Mayo Kébbi über die Überschwemmungsebene, mit dem Fianga-See dazwischen, entspricht dem Ausfluss aus dem historischen Mega-Tschadsee in seiner maximalen Ausdehnung vor mehr als 5000 Jahren. Diese Verbindung ist vermutlich die Ursache für das Vorkommen von Afrikanischen Manatis in den Zuläufen des an sich vom Meer her abgeschnittenen Tschadsees.

## Schutzgebiete
Die Überschwemmungsebene des Logone, aus der der Fianga sein Wasser bezieht, wurde vom Tschad unter dem Titel Plaines d’inondation du Logone et les dépressions Toupouri unter dem Schutz der Ramsar-Konvention gestellt.